# Resurrection (película de 1999)
Resurrección (Resurrection en V. O.) es una película de suspenso estadounidense de 1999 dirigida por Russell Mulcahy y protagonizada por Christopher Lambert.

## Argumento
John Prudhomme es un detective casado cuyo compañero de trabajo es Andrew Hollinsworth. John está atormentado por la muerte de su hija hace un año, lo que le ha llevado a distanciarse de la iglesia. 
Un día le es asignada la investigación de un asesinato producido en la casa de la víctima. Una vez allí dos detalles le llaman la atención: el hombre aparece con el brazo desmembrado y en la ventana un mensaje escrito con la sangre que reza: "Él vendrá". 
Tras producirse otros dos asesinatos más en los que a las víctimas le faltan partes del cuerpo comprende que está ante un asesino en serie que se hace con tales piezas para reconstruir el cuerpo de Jesucristo antes de la llegada del Domingo de resurrección. Por ello es también asistido desde entonces por el agente federal Wingate.
Sin embargo el asesino en serie le conoce y lo ve como una amenaza para su empeño después de que casi consigue atraparlo durante uno de los asesinatos. De esa manera un duelo a muerte, en el que él está en ventaja, empieza.

## Reparto
- Christopher Lambert — John Prudhomme
- Leland Orser — Andrew Hollinsworth
- Robert Joy — Gerald Demus
- Barbara Tyson — Sara Prudhomme
- Rick Fox — Scholfield
- David Cronenberg — Padre Rousell
- Jonathan Potts — Detective Moltz
- Peter MacNeill — Capitán Whippley
- Phillip Williams – Detective Rousch
- Jayne Eastwood — Dolores Koontz
- David Ferry — Sr. Breslauer
- Chaz Thorne — David Elkins
- Darren Enkin – John Ordway
- Michael Olah- Michael Prudhomme

## Producción
La mayor parte de la película fue rodada en Toronto, Canadá. También fue filmada en Chicago, Illinois, y en Nueva Orleans, Luisiana.

## Recepción
Las críticas recibidas fueron dispares. Marc Bernardin de Enterteinment Weekly definió el film como "falto de originalidad, pero bien producida". John Fallon de Arrow in the Head comentó que la producción es un "thriller tentador e inteligente con estilo cinético" siendo una de las películas sobre asesinos en serie más entretenidas". Antes de acabar con la reseña hizo hincapié en las similitudes de la película con Se7en. Chuck O'Leary de FulvueDrive-in.com fue más crítico y comentó que Resurrection era una "copia barata de Se7en aunque con contenidos más gore". Por otro lado Carlo Cavagna de About Film comentó que "el argumento es lo bastante entretenido para mantener al público sentado".